# استیون جرارد
استیون جورج جرارد (به انگلیسی: Steven George Gerrard) (زادهٔ ۳۰ مه ۱۹۸۰ در ویتسن، مرزیساید بازیکن سابق و مربی فوتبال اهل انگلیس است.
او یکی از بهترین هافبک‌های جهان در نسل خود بود و تاکنون تنها بازیکنی در تاریخ لیگ جزیره است که در فینال تورنمنت‌های جام حذفی انگلستان، لیگ اروپا، جام اتحادیه باشگاه‌های انگلستان و لیگ قهرمانان اروپا موفق به گلزنی شده و به قهرمانی رسیده است. جرارد که با شوت‌های قوی و از راه دور شناخته می‌شد، در سال ۲۰۰۵ عنوان بازیکن سال اروپا و در سال ۲۰۰۹ عنوان سومین بازیکن سال جهان را به‌دست‌آورد.

## زندگی ورزشی

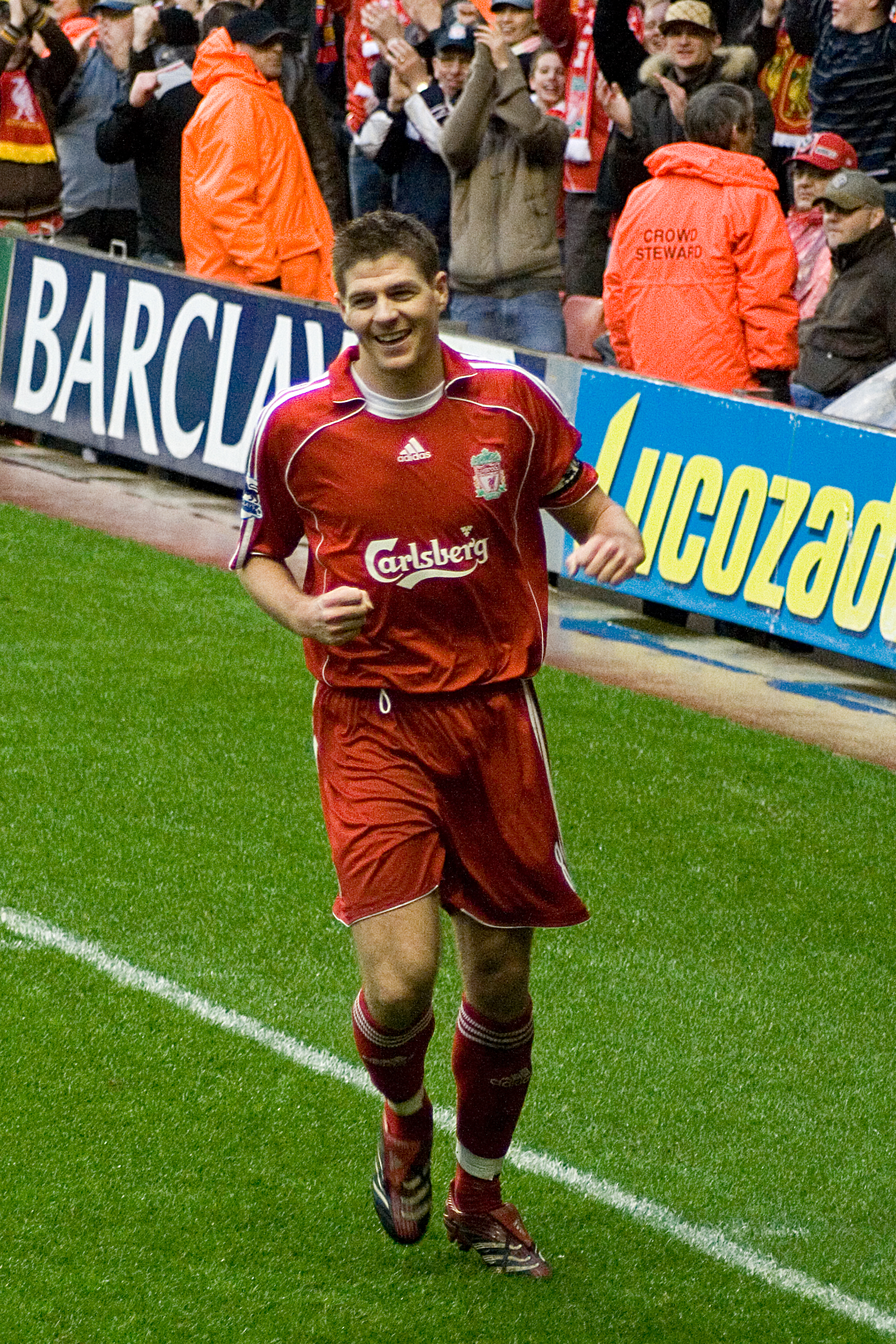
جرارد در سال ۲۰۰۸

### باشگاه فوتبال لیورپول
استیون جرارد در حال حاضر محبوبترین بازیکن تاریخ باشگاه لیورپول است. او بر خلاف بسیاری از اسطوره‌های تیم لیورپول همچون رابی فاولر، مایکل اوون و جیمی کاراگر از زمان کودکی طرفدار لیورپول بود تصادفاً یکی از اقوام کم‌سن و سال‌تر او به نام آنتونی جرارد بازیکن فوتبالی حرفه‌ای است که کار را با بازی در اورتون (رقیب سنتی لیورپول) آغاز کرد و اکنون در لیگ دستهٔ دوم انگلستان برای والسال بازی می‌کند.
جرارد معمولاً به عنوان هافبک میانی بازی می‌کند گرچه در فصل ۲۰۰۵–۲۰۰۶ بیشتر به عنوان هافبک راست به میدان آمد. او گاهی به عنوان مدافع راست نیز بازی کرده است که معروف‌ترین مثال آن وقت‌های اضافهٔ فینال جام باشگاه‌های اروپای ۲۰۰۵ است.
جرارد تمام عمر ورزشی خود را تا سال ۲۰۱۵ در لیورپول گذراند به جز یک مقطع کوتاهی در امیدهای آ اس رم گذراند. او در ردهٔ زیر سن از سال ۱۹۸۹ (۹ سالگی) تا سال ۹۸ برای تیم‌های پایهٔ لیورپول بازی می‌کرد و از سال ۱۹۹۸ تا ۲۰۱۵ (۱۷ سال) نیز برای تیم بزرگسالان لیورپول بازی کرد. در ۱۸ سالگی به رم پیوست و در ۱۹سالگی دوباره به لیورپول پیوست. او پس از بروز مشکل با مدیران باشگاه لیورپول در پایان فصل ۲۰۱۴–۱۵ از لیورپول جدا شد و به تیم لس‌آنجلس گلکسی آمریکا پیوست و در حال حاضر همانند دواران بازیگریش در لیورپول شمارهٔ ۸ این تیم را نیز به تن دارد از سال ۱۹۹۸ تا ۲۰۱۵ میلادی مجموعاً در ۵۰۴ بازی لیورپول حاضر بوده و ۱۲۰ گل به ثمر رساند. او به سومین بازیکن تاریخ لیگ برتر انگلستان تبدیل شد که بیش از ۵۰۰ بازی برای یک باشگاه انجام می‌دهد.
جرارد برای اولین بار در ۳۰ نوامبر ۱۹۹۸ برای لیورپول به میدان آمد. او در نیمهٔ دوم بازی مقابل بلک‌برن با وگارد هگم تعویض شد. اولین ۹۰ دقیقهٔ او در جام یوفا و بازی مقابل سلتاویگو بود و با این‌که لیورپول در آن شب شکست خورد، جرارد ۱۸ ساله نام خود را مطرح کرد. او در ۵ دسامبر ۱۹۹۹ در بازی مقابل شفیلد ونزدی اولین گل خود را برای لیورپول به ثمر رساند.
در سال ۲۰۰۱ او به عنوان بازیکن جوان سال در انگلستان از سوی «انجمن بازیکنان حرفه‌ای» انتخاب شد. در همان فصل او به همراه لیورپول به فینال سه جام راه یافت و در همهٔ آن‌ها بازی کرد. در فینال جام یوفا مقابل کلاوس گل دوم را به ثمر رساند که در آن بازی لیورپول برای سومین بار قهرمان جام یوفا شد.
در تابستان ۲۰۰۴ چلسی وارد مذاکره برای خرید او شد اما نهایتاً جرارد ماندن در لیورپول را ترجیح داد. دلایل این ماندن متفاوت و قابل بحث هستند. بعضی می‌گویند او می‌خواست پیش دوستان و خانواده‌اش بماند، بعضی می‌گویند مربی جدید لیورپولی‌ها، رافائل بنیتز، علت این انتخاب بود و بعضی می‌گویند طرفداران لیورپول او را به مرگ تهدید کرده بودند.
او در ۲۰ سپتامبر ۲۰۰۴ مقابل منچستر یونایتد مصدوم شد و این مصدومیت تا نوامبر آن سال او را از بازی محروم کرد. در آخرین بازی مرحلهٔ گروهی جام باشگاه‌های اروپای همان سال جرارد از فاصلهٔ بیست و پنج یاردی گلی حیاتی مقابل المپیاکوس یونان به ثمر رساند که آن گل از سوی هواداران به عنوان مهم‌ترین گل تاریخ باشگاه لیورپول در بازی‌های انجام شده در آنفیلد برگزیده شد. لیورپول در آن بازی برای صعود نیاز به پیروزی با دو گل داشت و جرارد با به ثمر رساندن گل سوم صعود را تضمین کرد. خود جرارد آن گل را بهترین گلش برای لیورپول می‌داند.
از دیگر گل‌های معروف می‌توان به گل اول او در فینال معروف استانبول در ۲۵ می ۲۰۰۵ در همان سال مقابل آث میلان دانست. در آن هنگام آث میلان ۳ بر ۰ از لیورپول جلو بود و گل جرارد که با ضربهٔ سر به ثمر رسید آغاز بازی طوفانی لیورپولی‌ها بود که لیورپول پس از این گل در ظرف کمتر از ۴ دقیقه بازی ۳–۰ باخته را مساوی کرد.
فینال آن جام را کلاً می‌توان اوج دورهٔ ورزشی جرارد دانست، خود او در مورد آن بازی گفته است: «چگونه می‌توانم پس از شبی مثل این، (لیورپول را) ترک کنم؟» او در آن مسابقات به عنوان باارزش‌ترین بازیکن فصل نیز انتخاب شد.
جرارد در فینال جام حذفی مقابل وست‌هام نیز به عنوان کاپیتان به میدان آمد و دو گل به ثمر رساند. گل دوم او در وقت‌های تلف‌شدهٔ نیمهٔ دوم به ثمر رسید و باعث به تساوی رسیدن بازی شد. جرارد از ۳۵ یاردی دروازهٔ شاکا هیسلوپ را باز کرد. گل او از طرف برنامهٔ مشهور «بازی روز» به عنوان گل فصل انتخاب شد و از بهترین گل‌های تاریخ جام حذفی انگلستان است. طبق محاسبات توپ او در یک ثانیه ۳۵ یارد را طی کرد و این بدین معنی است که حدود ۶۸ مایل در ساعت سرعت داشته است. در ضمن با این گل جرارد به افتخار بزرگی نایل آمد. او به عنوان یک هافبک در فینال چهار جام بزرگ گل زده بود؛ یعنی جام حذفی (۲۰۰۶ مقابل وستهام)، جام اتحادیه (۲۰۰۳ مقابل منچستر یونایتد)، جام یوفا (۲۰۰۱ مقابل آلاوز)، و جام باشگاه‌های اروپا (۲۰۰۵ مقابل آث میلان).
در ۸ ژوئیه ۲۰۰۵ پس از ماجراهایی جرارد نهایتاً پیشنهاد چلسی را کنار زد و به همراه جیمی کاراگر قراردادش را به مدت چهار سال تمدید کرد. در پایان فصل ۲۰۰۵–۲۰۰۶ او از طرف «انجمن بازیکنان حرفه‌ای» به عنوان بازیکن سال انگلستان انتخاب شد. از زمان جان بارنس در ۱۹۸۸ هیچ‌کس از لیورپول به چنین افتخاری نایل نیامده بود. بعدها بنیتو فلورو، مدیر رئال مادرید، نیز برای خرید او وارد مذاکره شد اما جرارد با رد هرگونه پیشنهاد اعلام کرد: «تا وقتی که کسی بگوید مرا نمی‌خواهد، این‌جا می‌مانم!»

### تیم ملی فوتبال انگلستان
جرارد در تیم ملی انگلستان شمارهٔ ۴ را به تن می‌کرد. او از سال ۲۰۰۰ در این تیم بازی می‌کرد و تا بحال در ۱۱۴ بازی ملی حاضر بوده و ۲۱ گل به ثمر رسانده است.
در سپتامبر ۲۰۰۱ او در بازی انگلستان مقابل آلمان که به برتری ۵ بر ۱ انگلستان انجامید، یک گل به ثمر رساند و این اولین گل او برای تیم ملی انگلستان بود. با این که استیون جرارد یکی از ارکان تیم ملی فوتبال انگلستان برای صعود به جام جهانی بود ولی خودش به علت مصدومیت جام جهانی ۲۰۰۲ را از دست داد.
جرارد در نزدیکی‌های جام جهانی ۲۰۰۶ آلمان مصدومیت کوتاهی داشت و گفته می‌شد که شاید اولین بازی انگلستان را از دست بدهد. اما او به بازی آمد و به همراه تیمش پاراگوئه را یک بر صفر شکست دادند. این اولین حضور او در جام جهانی بود که یک کارت زرد نیز برایش به ارمغان داشت. جرارد در بازی دوم انگلستان مقابل ترینیداد و توباگو نیز به میدان آمد. در آن بازی انگلستان با گل پیتر کراوچ یک بر صفر جلو افتاد و سپس در دقیقهٔ ۹۱ جرارد گل دوم را به ثمر رساند تا صعود انگلستان مسجل شود. جالب است که این گل نیز مقابل شاکا هیسلوپ به ثمر رسید، یعنی همان دروازه‌بانی که در فینال جام حذفی از ۳۵ یاردی از جرارد گل خورده بود.
جرارد در بازی سوم مقابل سوئد استراحت داده شد تا کارت دیگری دریافت نکند و از بازی بعدی محروم نشود اما به عنوان ذخیره به میدان آمد و دروازهٔ سوئد را باز کرد. جرارد در یک‌هشتم نهایی مقابل اکوادور نیز به میدان آمد و در پیروزی انگلستان نقش داشت. در یک چهارم نهایی انگلستان مقابل پرتغال ابتدا به تساوی صفر بر صفر رسید و کار به پنالتی کشیده شد. در پنالتی‌ها جرارد و دو هم تیمی اش پنالتی‌هایشان را گل نکردند تا انگلستان از جام حذف شود.

### لس آنجلس گلکسی
در تاریخ ۷ ژانویه ۲۰۱۵ باشگاه لس آنجلس گلکسی اعلام کرد که جرارد را برای مدت ۱۸ ماه به خدمت گرفته است. هزینه این انتقال ۹ میلیون دلار اعلام شده است. جرارد در ژوئیه ۲۰۱۵ که مصادف با پایان لیگ برتر فوتبال انگلستان ۱۵–۲۰۱۴ بود به این تیم در لیگ برتر فوتبال آمریکا پیوست.

## زندگی شخصی
جرارد در ویستون، مرسی‌ساید متولد شد و در هویتون، مرسی‌ساید بزرگ شد. او در وست‌دربی، لیورپول به دبیرستان کاتولیک کاردینال هینان می‌رفت. جرارد در سال ۲۰۰۷ با الکس کوران از مرسی‌ساید ازدواج کرد. او از سال ۲۰۰۲ با الکساندر رابطه داشت و از ۲۰۰۴ با او نامزد کرد. آن‌ها صاحب چهار فرزند هستند. فرزندان استیون و الکس، لیلی-الا (Lilly-Ella) (زادهٔ ۲۳ فوریهٔ ۲۰۰۴)، لکسی(Lexie) (زادهٔ ۹ مه ۲۰۰۶)، لوردز (Lourdes) (زادهٔ ۲ نوامبر ۲۰۱۱) و لیو (Lio) (زاده ۲۹ آوریل ۲۰۱۷) نام دارند.

در سال ۲۰۰۶، جرارد زندگی‌نامه خود را در غالب یک کتاب با کمک هِنری وینتر (روزنامه‌نگار) با عنوان جرارد: زندگی‌نامهٔ من منتشر کرد که این کتاب در پایان همان سال جایزه سال کتاب ورزشی بریتانیا را از آن خود کرد. این زندگی‌نامه با جملهٔ: من به یاد جان پل بازی می‌کنم پایان می‌یابد. جان - پل گیلهولی پسر دایی جرارد بود که در ۱۵ آوریل ۱۹۸۹ جوان‌ترین قربانی سانحه هیلزبورو بود. زمانی که جان پل ده ساله در این سانحه کشته شد، جرارد تنها ۸ سال سن داشت.

در ۱۳ دسامبر سال ۲۰۰۷ با دستور ملکه الیزابت و به پاس خدمات ورزشی که برای بریتانیا و انگلستان انجام داده بود نائل به دریافت نشان افتخار MBE شد. در ۹ ژوئن ۲۰۱۵ جرارد در کنار هم‌تیمی سابقش مایکل اوون به عنوان مفسر و تحلیلگر شبکه ورزشی بی تی اسپورت، تحلیل و پوشش بازی‌های لیگ قهرمانان اروپا را بر عهده گرفت.

## افتخارات

### بازیکن
لیورپول
- جام حذفی انگلیس: ۲۰۰۰–۲۰۰۱، ۲۰۰۵–۲۰۰۶
- جام اتحادیه انگلیس: ۲۰۰۰–۲۰۰۱، ۲۰۰۲–۲۰۰۳، ۲۰۱۱–۲۰۱۲
- جام خیریه انگلیس: ۲۰۰۶
- لیگ قهرمانان اروپا: ۲۰۰۴–۲۰۰۵
- جام یوفا: ۲۰۰۰–۲۰۰۱
- سوپرکاپ اروپا: ۲۰۰۱

### سرمربی
رنجرز
- قهرمانی در لیگ برتر اسکاتلند ۲۰۲۰–۲۰۲۱

### جوایز شخصی
- بازیکن جوان سال انگلستان در سال ۲۰۰۱ (از سوی انجمن بازیکنان حرفه‌ای)
- بازیکن سال انگلستان در سال ۲۰۰۶ (از سوی انجمن بازیکنان حرفه‌ای)
- بهترین بازیکن لیگ برتر انگلستان در سال۲۰۰۶و۲۰۰۹
- بازیکن سال انگلستان در سال ۲۰۱۳
- بازیکن سال یوفا ۲۰۰۵[۱۰]